# Протесты в Монголии (2025)
14 мая 2025 года в столице Монголии Улан-Баторе вспыхнули антиправительственные протесты. Поводом для них стали сообщения о расточительных тратах сына премьер-министра Лувсаннамсрайна Оюун-Эрдэнэ. Протесты, организованные преимущественно молодыми монголами, были вызваны более широкими опасениями, связанными с коррупцией в правительстве, неравенством и влиянием политических элит и их семей.
Оюун-Эрдэнэ, который стал лидером коалиционного правительства после парламентских выборов 2024 года, категорически отрицал свою вину и заявил, что готов уйти в отставку, если будут выявлены какие-либо финансовые нарушения. Протесты продолжались более двух недель, что привело к перестановкам в правящей коалиции и, в конечном итоге, к вотуму недоверия. Аналитики видят в этих событиях отражение более глубоких политических разногласий, включая внутреннюю напряженность в правящей Монгольской народной партии и дебаты о конституционной реформе.
3 июня Оюун-Эрдэнэ ушёл в отставку с поста премьер-министра после того, как Великий государственный хурал выразил ему вотум недоверия. Его поддержали всего 44 члена парламента, что на 20 меньше, чем необходимо для прохождения голосования.

## Предыстория
11 января 2025 года в Улан-Баторе на площади Сухэ-Батора прошла демонстрация, организованная партией Свободы. В ней приняли участие сотни человек. Демонстранты требовали отставки правительства, поскольку в стране накопилось множество проблем: загрязнение воздуха, пробки на дорогах, бедность, коррупция, несправедливое налогообложение и растущая безработица.
Лувсаннамсрайн Оюун-Эрдэнэ был переизбран на пост премьер-министра на парламентских выборах 2024 года. Его Монгольская народная партия (МНП) завоевала 68 из 126 мест в парламенте. Вместо того чтобы править в одиночку, он создал коалицию с Демократической партией (42 места) и Партией гуннов (8 мест). Коалиция стремилась к достижению согласия по долгосрочным экономическим реформам, включая создание фонда национального благосостояния и реализацию масштабных инфраструктурных проектов. По состоянию на 2025 год Оюун-Эрдэнэ является самым долго правящим премьер-министром Монголии со времён Намбарына Энхбаяра.
Недовольство общественности вызвали публикации в социальных сетях, сделанные невестой Темуулена Лувсаннамсраи, 23-летнего сына премьер-министра. На этих снимках были запечатлены роскошные сумки, дорогое кольцо и автомобиль Mercedes-Benz. Вслед за этим последовали обвинения в том, что семья премьер-министра обладает богатством, значительно превышающим возможности государственного служащего. Эти обвинения усилили давние опасения по поводу коррупции и концентрации богатства в богатой природными ресурсами экономике Монголии.
Хотя Оюун-Эрдэнэ заработал репутацию реформатора, стремящегося противостоять давним интересам в горнодобывающем и банковском секторах, недавние разоблачения вызвали бурную критику в его адрес. Утверждения о том, что он был осведомлён об образе жизни своего сына или же финансировал его, привели к петиции с требованием его отставки. Эта петиция, подписанная более чем 59 000 человек, также содержала жалобы на высокую инфляцию и растущие ограничения свободы прессы.

## Протесты
Протесты зародились как спонтанные проявления общественного недовольства. В середине мая 2025 года начались мирные акции протеста, которые продолжались довольно долго. Молодые монголы собрались на площади Сухбаатар в Улан-Баторе, чтобы потребовать отставки премьер-министра. Демонстранты выразили недовольство обвинениями в коррупции, связанными с семьей премьер-министра, а также более широкими проблемами, такими как неравенство и коррупция в правительстве. Они потребовали, чтобы премьер-министр публично раскрыл источники своих доходов и объяснил причины финансирования заявленных расходов. В течение нескольких дней подряд протестующие собирались у Дворца правительства. В то же время, люди, выступавшие против, обычно более старшего возраста, также выходили на улицы, чтобы поддержать премьер-министра и выразить сомнения в эффективности его отставки.
21 мая народный депутат исключил Демократическую партию Монголии из состава правящей коалиции. Причиной стало нарушение меморандума о взаимопонимании, так как несколько законодателей от Демократической партии выразили поддержку продолжающимся протестам. Этот шаг фактически привел к распаду коалиции менее чем через год после её формирования. В ответ Демократическая партия официально обратилась к Народной партии с просьбой предоставить письменное объяснение и публично извиниться за свой неожиданный выход из состава коалиционного правительства без предварительного уведомления.
Председатель Демократической партии и заместитель премьер-министра Лувсаннямин Гантомер подчеркнула, что позиция законодателей, которые выражают несогласие, не отражает официальную позицию партии. 22 мая лидеры трех правящих партий встретились, чтобы обсудить условия коалиционного соглашения.
24 мая прошёл уже девятый день протестов. 26 мая организаторы объявили о новых, более широких требованиях. В их числе:

- Отставка премьер-министра Оюун-Эрдэнэ по причинам политической и моральной ответственности;
- Прекращение деятельности коалиционного правительства и отказ от создания новой коалиции;
- Призыв сохранять конституционную стабильность, не вносить изменения в основной закон.

27 мая источники в правительстве сообщили, что Оюун-Эрдэнэ рассматривает возможность проведения вотума доверия на следующей неделе. В стремлении оказать давление на членов парламента с целью отстранения Оюун-Эрдэнэ, протестующие обратились ко всем 126 депутатам, избранным в июне 2024 года, с призывом выразить свою точку зрения и донести мнение своих избирателей.
Аналитики обратили внимание на растущий разрыв между Оюун-Эрдэнэ и обществом во время протестов. Они отметили, что его реакция на происходящее была слишком медленной, он не проявлял активного участия и не смог решить проблему общественного недоверия к судебной системе. В то время как Оюн-Эрдене говорил о политических достижениях и стабильности, протестующие воспринимали его действия как уклончивые и направленные на сохранение власти. Его отказ встретиться с демонстрантами и задержки с обеспечением прозрачности только усилили недовольство общества.
2 июня, за день до выборов, Оюун-Эрдэнэ выступил в защиту своей репутации в парламенте. Он заявил, что никогда не участвовал в государственных назначениях, тендерах или займах, а вместо этого активно разоблачал подобные практики. Он подтвердил свою приверженность принципам прозрачности и борьбы с коррупцией, а также отметил, что за протестами, направленными на его свержение, стоят влиятельные круги. Перед тем как его отстранили, пресс-служба Оюун-Эрдэнэ опубликовала экономические прогнозы, в которых предупреждала о возможной нестабильности в случае роспуска коалиционного правительства.
3 июня Оюун-Эрдэнэ подал в отставку после того, как потерял вотум недоверия в Великом государственном хурале. За его отставку проголосовали 44 депутата из необходимых 64. Тридцать шесть депутатов высказались против, а остальные 42 воздержались от голосования. Оюун-Эрдэнэ останется на своем посту в качестве исполняющего обязанности до тех пор, пока в течение 30 дней не будет назначен новый премьер-министр.

## Анализ протестов
Комментаторы и политологи отметили, что протесты и последовавший за ними политический кризис совпали с борьбой за власть внутри правящей Народной партии. По словам телеведущего и аналитика Жаргала Дефакто, некоторые фракции использовали разногласия, чтобы выступить за конституционные изменения, которые позволили бы президенту Ухнаагийну Хурэлсуху баллотироваться на второй срок. Конституция Монголии ограничивает полномочия президента одним шестилетним сроком.
Хурэлсух, бывший премьер-министр и член парламента Монголии, ранее сталкивался с критикой за свои внешнеполитические решения. В частности, он был раскритикован за приглашение президента России Владимира Путина посетить Монголию, несмотря на обязательства страны в рамках Римского статута. Кроме того, он принимал участие в праздновании Дня Победы в Москве, что также вызвало критику.
Политэкономический аналитик и обозреватель Болорердене Базарсурен в беседе с The Diplomat сообщил, что разговоры о возможном переходе Монголии к президентской системе идут уже давно. Она выразила мнение, что чрезмерный акцент на защите Конституции отодвинул на второй план общественные интересы и способствовал борьбе за власть между политическими элитами на фоне протестов. Базарсурен предупредил, что если противостояние продолжится, оно может перерасти в более широкие дебаты о необходимости изменения системы управления Монголией.
18 мая пресс-служба президента объявила, что Хурэлсух не будет участвовать в выборах 2027 года. Он ещё раз подтвердил свою позицию 2 июня, неожиданно появившись поздно вечером во время парламентских дебатов о вотуме доверия.
Жаргал Дефакто также обратил внимание на то, что усилия Оюун-Эрдэнэ по созданию суверенного фонда благосостояния и снижению зависимости экономики от долгов и сырьевых товаров столкнулись с противодействием со стороны влиятельных деловых кругов. Хотя премьер-министр особо отметил инициативы по борьбе с коррупцией в таких секторах, как банковское дело, горнодобывающая промышленность и образование, эффективность этих усилий была поставлена под сомнение из-за системных проблем в судебной системе. Доверие общественности также было подорвано высокой инфляцией и ростом процентных ставок.